# 弗朗西斯 (犹他州)
弗朗西斯（英語：Francis），是美国犹他州萨米特县下属的一座城市。建市于1869年，面积大约为2.49平方英里（6.4平方公里），海拔约为6,562英尺（2,000米）。根据2010年美国人口普查，该市有人口1,077人。